# Carlos Valdovinos (métro de Santiago)
Carlos Valdovinos est une station de la Ligne 5 du métro de Santiago, dans les communes de San Joaquín et Macul.

## La station
La station est ouverte depuis 1997.

## Origine étymologique
Le nom a été donné car il est situé près de l'intersection de l'avenue Vicuña Mackenna avec Carlos Valdovinos (ancien avenue San Joaquin) boulevard, qui rappelle un ancien maire de Santiago.